# Багратуні Ваган Вачеєвич
Ваган Вачеєвич Багратуні (вірм. Վահագն Բագրատունի, 12 березня 1938, Єреван — 1 липня 1991, там же) — вірменський радянський актор, режисер, педагог, народний артист РРФСР.

## Біографія
Ваган Вачеєвич Багратуні народився 12 березня 1938 року в Єревані в артистичній родині.
У 1960 році закінчив Єреванський художньо-театральний інститут за фахом актор драматичного театру. У 1964 році закінчив факультет режисури музичного театру ГІТІСу.
З 1964 року працював режисером в Саратовському театрі опери та балету, викладав у Саратовській консерваторії. У 1967—1974 роках був головним режисером Державного академічного театру опери та балету імені О. А. Спендіарова в Єревані.
У березні 1974 року його запросили в Новосибірський театр опери і балету на постановку опери П. І. Чайковського «Орлеанська діва» і у 1974—1988 роках був головним режисером Новосибірського театру. Здійснив в Новосибірську більше 20 оперних постановок, великі концертні програми. Крім цього у 1981—1988 роках викладав в Новосибірської консерваторії, був професором кафедри оперної підготовки.
З 1988 року до кінця життя жив і працював на батьківщині в Єревані.
Здійснив ряд постановок у Донецьку, Улан-Баторі, Стамбулі та інших містах.
Помер 1 липня 1991 року в Єревані.

## Родина
- Батько — актор Ваче Багратуні (1911—1992), грав у Вірменському театрі імені Сундукяна, заслужений артист Вірменської РСР.
- Мати — Віолетта Вартанян, співачка Державного оперного театру імені О. А. Спендіарова.

## Нагороди та премії
- Заслужений діяч мистецтв РРФСР (27.10.1977)[3].
- Народний артист РРФСР (17.01.1983).
- Орден «Знак Пошани» (11.03.1988).

## Роботи в театрі
- «Орлеанська діва» Петра Чайковського
- «Царева наречена» Миколи Римського-Корсакова
- «Фіделіо» Людвіга ван Бетховена
- «Кармен» Жоржа Бізе
- «Травіата» Джузеппе Верді
- «Казки Гофмана» Жака Оффенбаха
- «Пані Боварі» Е. Бондевіля (вперше в СРСР, 1980)
- «Надзвичайна подія» Г. Іванова
- «Отелло» Джузеппе Верді
- «Севільський цирульник» Джоаккіно Россіні
- «Гарячий сніг» А. Холминова
- «Князь Ігор» Олександра Бородіна
- «Мадам Баттерфляй» Джакомо Пуччіні
- «Ревізор» Георгія Іванова

У співпраці з Борисом Грузіним:
- «В бурю» Тихона Хреннікова
- «Фіделіо» Людвіга ван Бетховена
- «Отелло» Джузеппе Верді
- «Севільський цирульник» Джоаккіно Россіні
- «Хованщина» Модеста Мусоргського

## Фільмографія
1. 1954 — Таємниця гірського озера — геолог (немає в титрах)
2. 1955 — Примари покидають вершини — альпініст
3. 1956 — Стежкою грому — Сміт
4. 1957 — Особисто відомий — Сулейман
5. 1966 — Мисливець з Лалвара — епізод
6. 1974 — Скеля — Маркар
7. 1976 — Народження — епізод